# Stewart Littlefair
Stewart Littlefair (* 9. Juli 1946 in Edmonton, London) ist ein britischer Bogenschütze.
Littlefair nahm an den Olympischen Spielen 1976 in Montréal teil und erreichte mit 2238 Punkten Rang 30.